# Начіє Суман
Начіє Суман (23 квітня 1881 — 23 липня 1973), відома завдяки своїй кар'єрі як мадам Начіє або Начіє Хан, була першою турецькою жінкою-фотографкою-мусульманкою та феміністкою. Коли турецькі титули були скасовані на користь фіксованих спадкових прізвищ, обрала прізвище Суман. Навчившись фотографії в Австрії, відкрила у своєму будинку студію в 1919 році. Її клієнтами були переважно жінки, переважно Суман робила портрети та фотографії наречених. Пізніше давала уроки фотографії в султанському палаці.

## Ранні роки
Начіє Суман народилася 23 квітня 1881 р. В Скоп'є, Османська імперія, в теперішній Північній Македонії у родині майора Саліха Бея. Частину свого життя носила титул Ханім (що означає «леді» або «мадам»). 1903 року одружилась з капітаном Ісмаїлом Хаккі-Беєм (İsmail Hakkı Bey). Народила трьох дітей: Нусрет Суман, який став скульптором; і дочок Фікрет і Недрет. Під час Балканських воєн 1912—1913 років сім'я була змушена мігрувати до Анатолії. Під час міграції Суман втратила четверту дитину поблизу угорського кордону. Хоча сім'я дісталася Стамбула, довірений друг допоміг їм залишити країну, перевізши їх до Відня. Фотографія на той час була новинкою, і Суман вивчала її. У наступному році, 1914, її чоловік був покликаний назад до Туреччини і вся сім'я, в яку входили Суман, її чоловік, троє дітей, його мати, бабуся і троє слуг, переїхали в маєток Saitpaşa в Йилдиз в Стамбульському районі Бешикташ. Суман взяла з собою фотообладнання і влаштувала невелику студію в пральні на горищі.

## Кар'єра
Під час Першої світової війни чоловіка Суман направили на фронт, і вона залишилася вдома для догляду за домашнім господарством. За війною відбулася Турецька війна за незалежність і в родини почались фінансові труднощі. 1919 року Суман була близька до того, щоб продати сімейне срібло, щоб забезпечити свою сім'ю. Натомість, Суман повісила на маєтку табличку, на якій просто писалося: «Türk Hanımlar Fotoğrafhanesi-Naciye» (Турецький центр жіночої фотографії Начіє), і почала працювати першою професійною жінкою-фотографкою-мусульманкою в Туреччині. У цей період жінки не працювали, особливо ті, які були дочками паші, і все-таки з першого дня у мисткині були клієнти. Багато жінок, чиї чоловіки воювали на фронті, хотіли додавати фотографії до своїх листів. У 1921 році Суман покинула особняк і переїхала в невелику квартиру, перевізши студію в окреме місце. Її бізнес був представлений у тому ж році в Kadınlar Dünyası (Жіночий світ), провідному жіночому журналі. Окрім зйомок жінок, Суман читала лекції про фотографію у султанському палаці.  Після війни Суман полишила чоловіка і продовжила займатись фотографією до 1930 року. Тоді, коли її донька народила, Суман закрила студію і переїхала до Анкари. У 1934, коли турецька влада ухвалила Закон про прізвища, який дозволив громадянам мати спадкові прізвища, а не використовувати титули, Начіє взяла «Суман» як прізвище.
Начіє Суман померла 23 липня 1973 року в Анкарі, Туреччина. Вважалося, що її фотографії були втрачені, але колекціонерка і письменниця Гюльдерен Бьолюк змогла задокументувати листівки з її студійним штампом і зберегти шість із них.